# Castelplanio

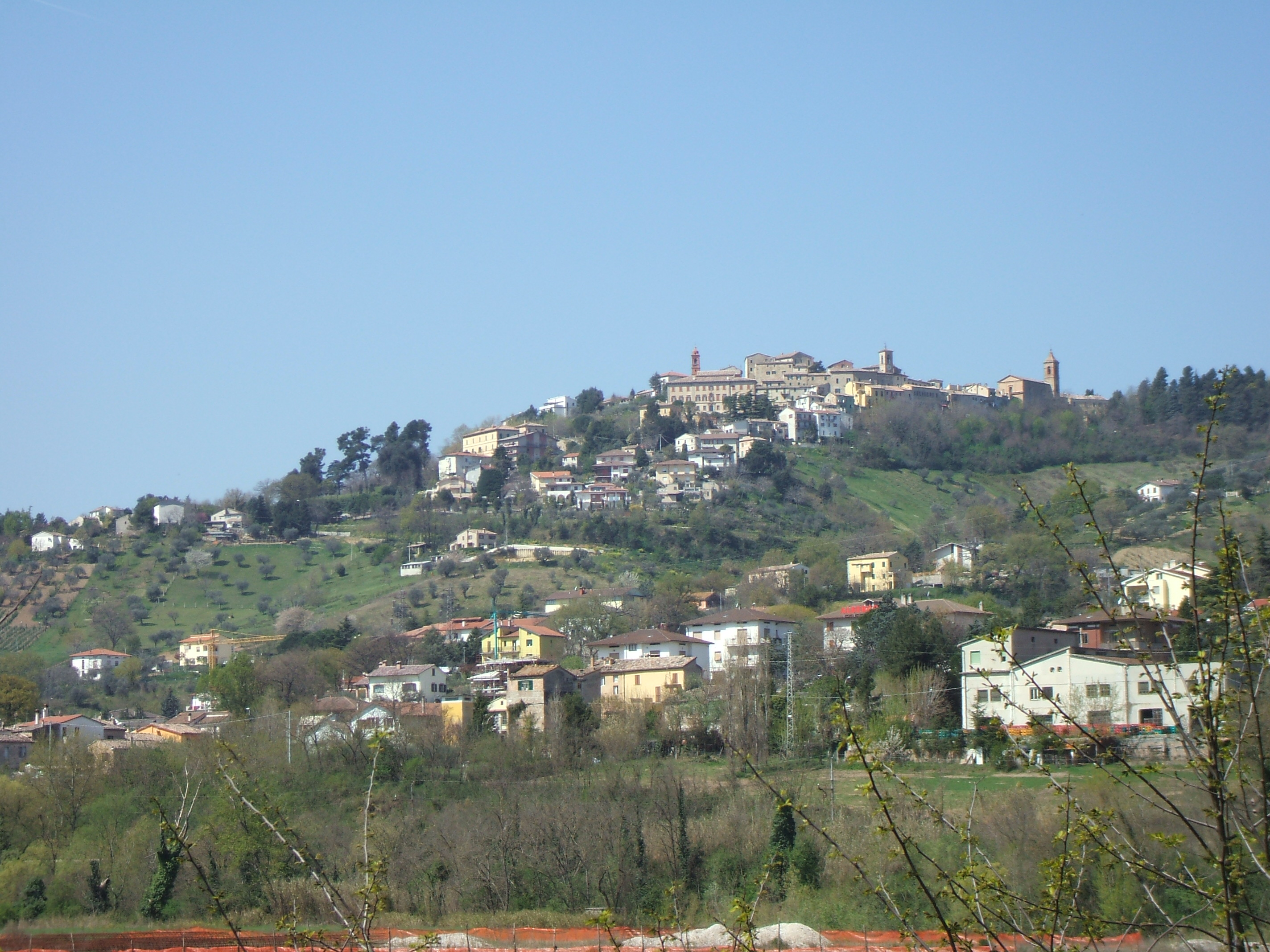
Blick auf Castelplanio

Castelplanio (im lokalen Dialekt einfach nur Castello) ist eine italienische Gemeinde (comune) mit 3557 Einwohnern (Stand 31. Dezember 2023) in der Provinz Ancona in den Marken. Die Gemeinde liegt etwa 37 Kilometer westsüdwestlich von Ancona am Esino.

## Geschichte
Der Ort liegt an der alten Via Clementina, die durch Papst Clemens XII. errichtet worden war. Der Ort wird erstmals als Castel Plani 1283 erwähnt. Die Stadtrechte (Città) hat die Gemeinde seit 2007.

## Persönlichkeiten
- Carlo Urbani (1956–2003), Arzt, SARS-Entdecker und -Opfer

## Verkehr
Im Süden und Südosten bildet die Strada statale 76 della Val d'Esino von Ancona nach Perugia die Gemeindegrenze. Der Bahnhof von Castelplanio liegt an der Bahnstrecke von Rom nach Ancona. Der Bahnhof bedient auch die Nachbargemeinde Cupramontana.